# أنيتا نوسنر
أنيتا نوسنر (بالإنجليزية: Anita Nüßner)‏ (أحيانًا تُدرج خطأً على أنها نوسنر كوبوس، من مواليد 10 يونيو 1935)، وهي سباقة قوارب من ألمانيا الشرقية تنافست من أواخر الخمسينيات حتى عام 1968، فاز نوسنر بالميدالية البرونزية جائزة K-4 500 متر في بطولة العالم لسباق الزورق عام 1963، احتلت المركز السادس في سباق K-1 500 متر في أولمبياد صيف 1968 في مدينة مكسيكو.

## المسابقات المحلية
وُلدت نوسنر في عام 1935 في بلاو في ساكسونيا التي كانت وقتها قرية مستقلة ولكن الآن هي إحدى ضواحي فلوها، لقد تعلمت التجديف في زشوباو الذي يتدفق عبر بلاو، وبقيت بطول 178 سنتيمتر (70 بوصة) ووزن 69 كيلوغرام (152 رطل) خلال مسيرتها التنافسية، تنافست لصالح فريق فورتشريت بلاو في بطولة سباق القوارب الألمانية الشرقية 1958، احتلت المركز الثالث في سباق K-1 500   م تلك السنة والثاني في K-1 3000 متر، بحلول عام 1959 كانت قد غيرت النادي وكانت تتنافس لصالح علم جينا، كررت نتائجها عن العام السابق وجاءت في المركز الثالث في سباق K-1 500 متر والثاني في K-1 3000 متر، بالنسبة لموسم 1960 غيّرت نوسنر النادي من جديد وأصبحت في نادي لابزيغ، في سباق القوارب المحلي في غروناو في الدورة الأولمبية في لانغر سي فازت بجائزة K-2 500 متر بجانب شارلوت سيدلمان، في بطولة أغسطس 1960 في هويرسفيردا احتلت نوسنرالمركز الثالث في سباق K-1 500 متر بينما أخد سيدلمان اللقب، فاز سيدلمان ونوسنر بجائزة K-2 500 متر وأيضًا K-4 جنبًا إلى جنب مع رازنج وتيتس، وفي بطولة يوليو 1961 التي أقيمت في بحيرة فوسترويتزر احتلت نوسنر المركز الثاني في سباق K-1 500 متر بينما أخذ سيلمان اللقب مرة أخرى، فاز سيلدمان ونوسنر بجائزة K-2 500 متر وأيضًا K-4.
عقدت البطولة الوطنية لعام 1962 في منتصف يوليو في بحيرة كنابن بالقرب من هويرسفيردا، فاز سيدلمان ونوسنر بجائزة K-2 500  متر وأيضًا K-4، عقدت بطولة 1963 الوطنية في سبتمبر في هويرزوردا، في سباق K-1 500  متر فاز سيدلمان بلقبها الخامس على التوالي مع نوسنر في المركز الثالث، بينما فاز سيلدمان ونوسنر بجائزة K-2 500 متر، وفي K-4 500 متر خسر فريق من لايبزيغ SC DHfK اللقب لطاقم من بوتسدام SC، لم تنافس نوسنرفي البطولة الوطنية لعام 1964 ولكنه ركزت على سباقات التأهيل الأولمبية بدلاً من ذلك، في البطولة الوطنية لعام 1965 في جروناو هُزمت نوسنر بفارق ضئيل من قبل أنيتا كوبوس في سباق K-1 500 متر وهكذا حصلت على المركز الثاني، أقيمت البطولات الوطنية لعام 1966 في منتصف يوليو لكن نوسنر لم تظهر في قوائم النتائج، عادت نوسنر للبطولة الوطنية لعام 1967 التي عقدت في سبتمبر وفازت ب K-1 5000   متر وK-1 10000 متر ماراثون المسافة، في البطولة الوطنية لعام 1968 التي أقيمت في يونيو على بحيرة فوسترويتزر، انهزمت نوسنر للمركز الثاني في سباق K-1 500 متر بسبب كوبوس، في K-4 500 متر جاءت نوسنر في المركز الثالث إلى جانب زملائها: دام وكامبفراث وإيجيرت من لايبزيغ.

## المسابقات الدولية
في يوليو 1960 فاز كل من نوسنر وسيدلمان بسباق القوارب الدولي في بحيرة لانجر في K-2 500   متر، تم احتساب هذا التصفيات المؤهلة للأولمبياد ولكن فقط سيدمان ذهب إلى سباق القوارب الأخيرة المؤهلة للفريق الألماني في ألمانيا وأصبح احتياطيًا لفريق K-2 500 متر من تيريز زنز و إنغريد هارتمان، في سباق القوارب الدولي لعام 1961 في غروناو فاز كل من نوسنر وسيدلمان بـ K-2 500 متر، في K-1 500 متر جاءت نوسنر في المرتبة الأولى وسيدلمان كان في المرتبة الثانية، في بطولة كانو سبرينت الأوروبية عام 1961 في بوزنان ببولندا احتل نوسنر وسيدلمان المركز الرابع في سباق K-2 500 متر، في ديسمبر 1961 مُنح نوسنر جائزة ماجستير في الرياضة، في سباق القوارب الدولي في براغ في أغسطس 1962، احتل نوسنر المركز السابع في سباق K-1 500 متر (جاء سيدلمان الخامس) وفي K-2 500 متر جاء كل من نوسنر وسيدلمان جاء في المرتبة الرابعة.
في بطولة العالم لسباق الزورق ICF1963 في يايتشي في يوغوسلافيا حصل كل من نوسنر وسيلدمان بالمركز الرابع في K-2 500 متر، وقد فازا مع ماريون نوبا وهيلجا أولزي بالبرونزية بـ K-4 500   متر، في موسم 1964 تعاونت نوسنر مع شارلوت ماركوارت (سيلدمان) لK-2 500 متر، في سباق القوارب في بوزنان احتل ماركوارت ونوسنر المرتبة الأولى، مع عام 1964 الأولمبي كان لا بد من إقامة مسابقات داخلية الألمانية للتأهل إلى الفريق الألماني في ألمانيا، تسبب ماركوارت ونوسنر في ضجة كبيرة عندما تغلبا على البطلين القائمين آنيماري زيمارمان وروزويثا إيسر في سباق القوارب الأول الذي أقيم على قناة ميتيلاند في مصاعد روثينسي للقوارب، في سباق القوارب الأولمبي الثاني في دويسبورغ لم يستطع الألمان الشرقيون تكرار أدائهم وهزموا من قبل فريقي ألمانيا الغربية، وبالتالي فاز زيمرمان وإيسر بالترشيح وبعد ذلك بالذهبية الأولمبية.
في سباق القوارب الدولي في ستوكهولم في يونيو 1965 فازت نوسنر بجائزة K-1 500 متر بالمنافسة، بعد شهر في سباق القوارب في كوبنهاغن فازت نوسنر بكل من K-1 500 متر ومسابقات 5000 متر، في بطولة كانو سبرينت الأوروبية لعام 1965 على بحيرة سناجوف بالقرب من بوخارست في رومانيا احتلت نوسنر المركز السادس في سباق K-1 500 متر، وفي سباق القوارب الدولي في براغ في سبتمبر 1965 احتلت نوسنر المركز الخامس في سباق K-1 500 متر وفازت بـ K-2 500 مع هيلجا أولزي.
في سباق القوارب الدولي في غروناو في عام 1968 الأولمبي تعاونت نوسنر مع كوبوس في K2 ولكن تم استبدالها بكارين هافينبرجر للنهائي، في أغسطس في سباق القوارب في موسكو احتلت نوسنر المركز الثالث في سباق K-1 500 متر، كانت نوستر جزءًا من فريق مكون من 13 شخصًا تم ترشيحه لأولمبياد صيف 1968 في المكسيك (12 منهم تنافسوا)، وفي المكسيك احتلت نوسنر المرتبة الخامسة وكان عليها التأهل للنهائي في إعادة الترتيب حيث احتلت المركز الثاني، وفي النهائي جاءت في المركز السادس.
تقاعدت نوسنر من المنافسة النشطة بعد أولمبياد 1968.

## روابط خارجية
- أنيتا نوسنر على موقع أوليمبيديا (الإنجليزية)